# Gilles François Sébire
Gilles François Sébire est un homme politique français né le 20 octobre 1760 à Saint-Malo (Ille-et-Vilaine) et décédé le 13 avril 1813.

## Biographie
Cultivateur, il est officier municipal et administrateur du district de Dol. Il est député d'Ille-et-Vilaine de 1791 à 1792. Il est nommé conseiller d'arrondissement en 1801.
On connait de lui un Rapport fait par G.F. Sebire, et arrêté au Comité d'agriculture et commerce du Corps législatif, présenté a la Convention nationale, par le citoyen Fermon, le 30 septembre 1792, l'an Ier de la République française, et dont la réimpression et la distribution ont été ordonnées par la Convention , Paris, Imprimerie nationale, 1792 [lire en ligne]. 

## Sources
- « Gilles François Sébire », dans Adolphe Robert et Gaston Cougny, Dictionnaire des parlementaires français, Edgar Bourloton, 1889-1891 [détail de l’édition]
- idref.fr